# Semanotus australis
Semanotus australis là một loài bọ cánh cứng trong họ Cerambycidae.